# Wii MotionPlus
El Wii MotionPlus (Wiiモーションプラス?) es un accesorio de expansión del controlador de videojuegos Wii Remote del Wii, el cual permite capturar movimientos complejos con más precisión. Según Nintendo, el sensor del dispositivo mejora las capacidades de captación de movimiento y la barra de sensores del controlador Wii Remote, permitiendo así que las acciones se reflejen en la pantalla de forma exacta en tiempo real.
Los Wii Remotes actuales (RVL-036 o 2ª generación) tienen las funciones de precisión del Wii MotionPlus integrado.